# マイオーロ
マイオーロ（伊: Maiolo）は、イタリア共和国エミリア＝ロマーニャ州リミニ県にある、人口約800人の基礎自治体（コムーネ）。
2009年に、マルケ州ペーザロ・エ・ウルビーノ県から移管された。

## 地理

### 位置・広がり
リミニ県南西部のコムーネ。リミニから南西へ30km、ウルビーノから西北西へ31km、ペーザロから西へ49kmの距離にある。

#### 隣接コムーネ
隣接するコムーネは以下の通り。
- モンテコピオーロ
- ノヴァフェルトリア
- ペンナビッリ
- サン・レーオ
- タラメッロ

### 気候分類・地震分類
マイオーロにおけるイタリアの気候分類 (it) および度日は、zona E, 2549 GGである。
また、イタリアの地震リスク階級 (it) では、zona 2 (sismicità media) に分類される。

## 行政

### 分離集落
マイオーロには、以下の分離集落（フラツィオーネ）がある。
- Ca' Bertello, Ca' Migliore, Campolungo, Ca' Tomei, Santa Maria, Sant'Apollinare, Maioletto